# Liu Yi-Ling
Liu Yi-Ling es una deportista taiwanesa que compitió en taekwondo. Ganó una medalla en el Campeonato Mundial de Taekwondo de 1987 y dos medallas en el Campeonato Asiático de Taekwondo, en los años 1986 y 1990.

## Palmarés internacional
| Representando a China Taipéi |                    |                  |           |
| Campeonato Mundial           |                    |                  |           |
| Año                          | Lugar              | Medalla          | Categoría |
| 1987                         | Barcelona (España) | Medalla de plata | +70 kg    |
| Campeonato Asiático          |                    |                  |           |
| Año                          | Lugar              | Medalla          | Categoría |
| 1986                         | Darwin (Australia) | Medalla de plata | +70 kg    |
| 1990                         | Taipéi (Taiwán)    | Medalla de oro   | –70 kg    |